# 史蒂芬·米蘭
史蒂芬·艾拉·米蘭（英語：Stephen Ira Miran，1984年—）是一名美國經濟學家，自2025年3月起擔任經濟顧問委員會主席。他曾是哈德森灣資本管理公司的資深策略師、資產管理公司Amberwave Partners的共同創辦人，以及曼哈頓政策研究所的兼任研究員。

## 早年生活和教育
米蘭出生於1984年。他於2005年畢業於波士頓大學，主修經濟學、哲學和數學。2010年，他獲得哈佛大學經濟學博士學位。他的博士論文題目是「家庭儲蓄行為與財政政策論文」（Essays on household saving behavior and fiscal policy），他的博士導師是馬丁·費爾德斯坦。

## 職業生涯
2020年至2021年，在史蒂芬·梅努欽擔任財政部長期間，米蘭擔任財政部經濟政策顧問。
米蘭於2024年2月起在哈德森灣資本管理公司擔任資深策略師，為期12個月。
2024年12月22日，當選總統唐納·川普宣布提名米蘭擔任經濟顧問委員會主席。他於2025年3月12日獲參議院確認出任此職。他以53比46票獲得確認。所有53位共和黨人都投了贊成票，而所有46位民主黨人和無黨派人士都投了反對票。參議員譚美·達克沃斯沒有投票。
2025年8月7日，總統川普宣布提名米蘭擔任聯準會理事，接替提前離職的阿德瑞娜·庫格勒，以完成至2026年1月31日為止的剩餘任期。

## 經濟觀點
米蘭對於聯準會主席傑羅姆·鮑威爾建議在2020年推出重大刺激方案提出批評。
2024年7月，米蘭與伊朗裔美國經濟學家魯里埃爾·魯比尼共同撰寫論文，指責財政部減少長期票據和債券的比重、降低殖利率、延長通貨膨脹。
2024年11月，米蘭出版了《重組全球貿易體系的用戶指南》（A User's Guide to Restructuring the Global Trading System），研究探討川普回任總統後重塑國際貿易的工具，該文分析了美元高估背景下的關稅和貨幣策略，並提出了潛在的市場後果。分析家推測，川普第二屆任期關稅可能跟隨這份文件，並促成所謂的「海湖莊園協議」。
米蘭的觀點與川普的貿易保護主義經濟哲學一致，他推崇使用關稅作為減少貿易赤字和促使貨幣兌美元升值的工具。米蘭斷言反對關稅的經濟共識是錯誤的，並聲稱大多數關稅模型都沒有考慮到貿易赤字。

## 外部連結
- C-SPAN內的頁面（英文）

| 官衔                     | 官衔                           | 官衔 |
| ------------------------ | ------------------------------ | ---- |
| 前任者： 賈里德·伯恩斯坦 | 經濟顧問委員會主席 2025年—至今 | 現任 |